# Jeanne Roland
Jeanne Roland (* 1942 in Rangun; eigentlich Jean Rollins) ist eine ehemalige britische Schauspielerin und Model.

## Leben
Jeanne Roland arbeitete bereits vor ihrer Filmkarriere erfolgreich als Model unter ihrem Geburtsnamen. Ihren ersten Leinwandauftritt absolvierte sie 1964 als Annette Dubois in dem Hammer-Film Die Rache des Pharao. Sie spielte in ihrem Debüt auf Anhieb die weibliche Hauptrolle.
In den beiden folgenden Jahren trat sie in zahlreichen Fernsehserien auf, darunter Simon Templar und Mit Schirm, Charme und Melone. Ihr nächster Kinoauftritt war eine kleine Rolle in der Bond-Persiflage Casino Royale von 1967. In diesem Jahr gelang ihr das Kunststück, gleich zweimal innerhalb eines Jahres als Bond-Girl in Erscheinung zu treten, denn sie war auch in Man lebt nur zweimal zu sehen, und zwar als Bonds Masseuse.
Im Kino war Roland noch zweimal zu sehen, 1968 in Der mysteriöse Mr. Sebastian und im selben Jahr in Salz und Pfeffer von Richard Donner. Ihren letzten dokumentierten Auftritt als Schauspielerin hatte sie 1969 in einer Folge der Fernsehserie The Champions.
Jeanne Roland war sechs Jahre lang mit dem Schauspieler Albert Louis Baden verheiratet. Die Ehe wurde 1966 geschieden.

## Filmografie

### Film
- 1964: Die Rache des Pharao (The Curse of the Mummy’s Tomb)
- 1967: Casino Royale
- 1967: James Bond 007 – Man lebt nur zweimal (You Only Live Twice)
- 1968: Der mysteriöse Mr. Sebastian (Sebastian)
- 1968: Salz und Pfeffer (Salt and Pepper)

### Fernsehen
- 1965: Simon Templar (The Saint, Fernsehserie, Folge 3x21 Sibao)
- 1965: Geheimauftrag für John Drake (Danger Man, Fernsehserie, Folge 2x04 Sting in the Tail)
- 1966: Mit Schirm, Charme und Melone (The Avengers, Fernsehserie, Folge 4x15 Geschlossene Räume)
- 1966: Der Baron (The Baron, Fernsehserie, Folge 1x11 Samurai West)
- 1966: Take a Pair of Private Eyes (Fernsehserie,  Folgen 1x01–1x06)
- 1967: Der Mann mit dem Koffer (Man in a Suitcase, Fernsehserie, Folge 1x12 Find the Lady)
- 1969: The Champions (Fernsehserie, Folge 1x17 A Case of Lemmings)